# Lethrus uncidens
Lethrus uncidens är en skalbaggsart som beskrevs av Nikolajev 1976. Lethrus uncidens ingår i släktet Lethrus och familjen tordyvlar. Inga underarter finns listade i Catalogue of Life.